# Papà Lebonnard (film 1939)
Papà Lebonnard è un film del 1939 diretto da Jean de Limur.

## Trama

Durante la lavorazione

Antonio Lebonnard è un onesto orologiaio italiano, arricchitosi grazie ad una sua invenzione e che vive serenamente con la moglie e due figli, un maschio e una femmina. La figlia si è innamorata di un giovane medico di modeste condizioni e trova nel padre un appoggio alle future nozze. Chi si oppone è invece il fratello, che mira ad elevarsi socialmente sposando una fanciulla di famiglia nobile. Per screditarlo agli occhi della sorella, scopre e rivela che il giovane è di nascita illegittima. Il vecchio padre allora interviene, svelando al figlio insofferente che anche lui è di oscuri natali, nato da un adulterio della madre, e che ha sempre finto di ignorare la verità perché ha amato il ragazzo come fosse veramente suo figlio. La scottante rivelazione accomoda il tutto per il meglio.

## Produzione
Diretto dal regista transalpino Jean de Limur con «l'assistenza linguistica» di Marcello Albani, il film è una coproduzione italo-francese girato negli stabilimenti Scalera di Roma e in esterni sulla costiera amalfitana.
La sceneggiatura è tratta dalla commedia teatrale Le Père Lebonnard (1889) del drammaturgo Jean Aicard. Una precedente versione italiana fu realizzata nel periodo del muto da Mario Bonnard.
Il protagonista Ruggero Ruggeri è parte di un cast formato in maggioranza da artisti francesi: Madeleine Sologne (1912-1995), Jeanne Provost (1887-1980), Jean Murat (1888-1968), Pierre Brasseur (1905-1972), Hélène Perdrière (1910-1992), Charles Dechamps (1882-1959), Sylvain Itkine (1908-1944), Robert Seller (1889-1967).
L'attività della Scalera Film, con questo tipo di coproduzioni, fu molto attiva e particolarmente intensa. Furono girate in Italia, con registi stranieri e un cast di nazionalità mista, pellicole come Ultima giovinezza, Rosa di sangue, Ecco la felicità, Tosca.

## Critica

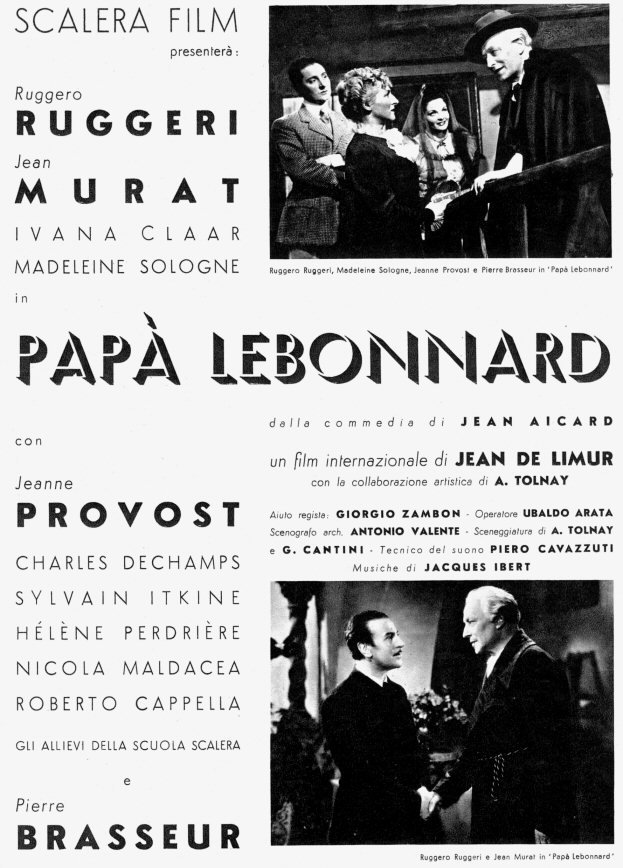
Flano cinematografico di una rivista dell'epoca

Adolfo Franci in L'Illustrazione Italiana del 9 aprile 1939: «[...] è lecito domandarsi dove s'andrà mai a finire con questa dolce mania di tradurre sullo schermo il vecchio teatro. [...] Papà Lebonnard sarebbe stato la beneficiata di Ruggeri se le spietate forbici non si fossero accanite sul personaggio del vecchio orologiaio. Di Ruggeri dunque qui resta ben poco. E quel poco non è certo esemplare benché l'arte di lui, squisitamente teatrale, trovi anche qui due o tre momenti di grande bellezza. [...] Il regista è Jean de Limur, modesto ma non privo di stile. [...] Ne è venuto fuori un lavoro comunque discreto, con bellissime fotografie di paesaggi e degli "interni" gustosamente ripensati».
Attilio Frescura in Film del 15 aprile 1939: «Jean de Limur, chiamato dalla Scalera a realizzare un film a carattere tradizionale, [...] non ha fallito il segno. [...] La commedia è [..] riuscita. Riuscita mi sembra sotto l'aspetto industriale e commerciale: questo film varcherà indubbiamente le frontiere [...]. Riuscita mi sembra anche sotto l'aspetto emotivo: ci si diverte, ci si commuove: vecchio spunto sociale, che cinquant'anni fa occupava e preoccupava anche sentimentalmente [...]. Riuscita infine [...] ai riguardi dell'interpretazione, che dà modo agli interpreti di passare, di volta in volta, in primo piano».
Gino Visentini in Cinema del 25 aprile 1939: «Come si possa rimettere in circolazione una commedia tanto vecchia e sgradevole perfino nel titolo, è per noi ancora incomprensibile. Il tempo e la cultura che un'opera come Papà Lebonnard ci riporta alla mente, opprimendola, fanno dimenticare che gli interpreti d'altra parte recitano con garbo e che il film stesso è effettuato con un mestiere non privo di notevoli qualità».